# I nomi del signor Sulčič
I nomi del Signor Sulčič è un film del 2018 diretto da Elisabetta Sgarbi e scritto in collaborazione con Eugenio Lio. È stato presentato in anteprima al Torino Film Festival 2018.

## Trama
Irena Ruppel ha scoperto cose inaudite della sua vita, quando, in compagnia della sua amica Ivana, ricercatrice universitaria, arriva in una valle remota nel Delta del fiume Po. E sembra sapere molte cose del valligiano che la accoglie, il quale, a sua volta, rimane incuriosito e sconcertato da questa affascinante donna slovena, che sembra non parlare italiano, ma che pare capire tutto quello che accade. Irena lascia un indizio esile al valligiano Gabriele, con il suo nome e una località di confine tra Italia e Slovenia lungo il fiume Isonzo, Tolmin (Tolmino). Gabriele non resiste e si mette sulle tracce di Irena, da Trieste a Lubiana, infine a Tolmin. Un viaggio che gli spalancherà la verità sulla identità dei suoi genitori, su sé stesso e, infine, sulla donna che ha generato questa esplosione nella sua tranquilla e placida vita. Un viaggio nella memoria personale e collettiva, tra spie naziste, fascisti, milizie di Tito, identità vere e false, padri e figli, veri o presunti tali.